# Гассер, Герберт Спенсер
Ге́рберт Спе́нсер Га́ссер (англ. Herbert Spencer Gasser; 5 июля 1888, Платвилл, Висконсин, США — 11 мая 1963, Нью-Йорк, США) — американский физиолог, лауреат Нобелевской премии по физиологии и медицине в 1944 году (совместно Джозефом Эрлангером) «за открытия, имеющие отношение к высокодифференцированным функциям отдельных нервных волокон».
Член Национальной академии наук США (1934), иностранный член Лондонского королевского общества (1946).

## Биография
Гассер родился в Платвилле, штат Висконсин, в семье Германа Гассера и Джейн Элизабет Грисволд Гассер. Его отец был врачом из Дорнбирна в австрийской провинции Форарльберг, мать — янки из Новой Англии и немецко-русского происхождения.
По желанию отца Гассер учился в государственной нормальной школе в Платвилле. Год был потерян из-за неуточнённой, но серьёзной болезни; он получил высшее образование в 1907 году.
Окончив школу, поступил в университет Висконсина. Здесь он изучал психологию под руководством доктора Эранглера (впоследствии они вместе провели немало исследований). Работая в медицинской школе после окончания университета, в 1915 году получил докторскую степень.
Когда Соединенные Штаты оказались вовлечены в Первую мировую войну и армии начали использовать химическое оружие, Гассера призвали поделиться своими знаниями о физиологии человека в этом вопросе. Летом 1918 года он присоединился к Службе химического оружия вооруженных сил в Вашингтоне, округ Колумбия.
В 1923 году Гассер уехал в Европу, получив грант на обучение, где работал под руководством профессоров А. В. Хилла, В.Страуба, Л.Лапика и сэра Генри Дейла. В 1931 стал профессором психологии и главой медицинского департамента в Корнелльском университете (Нью-Йорк). С 1935 по 1953 возглавил Рокфеллеровский институт медицинских исследований, позже стал почетным членом института., а по возвращении в 1931 году стал профессором психологии и главой медицинского департамента в Корнеллском университете (Нью-Йорк). В 1935—1953 годах возглавлял Рокфеллеровский институт медицинских исследований, позже став почётным членом института.
После выхода на пенсию из Рокфеллеровского института в 1953 году Гассер продолжил свои исследования. За свою жизнь он опубликовал более 100 научных работ.
Он умер в Нью-Йорке 11 мая 1963 года. где работал под руководством профессоров А. В. Хилла, В.Страуба, Л.Лапика и сэра Генри Дейла.